# William Roy Piggott
William Roy Piggott (* 18. Juli 1914 in London; † 20. Mai 2008 in Cambridge) war ein britischer Physiker.

## Leben
W.R.Piggott wurde als eines von 5 Kindern am 18. Juli 1914 in South-London geboren. Er starb am 20. Mai 2008 in Cambridge. Für seine Verdienste im Zweiten Weltkrieg wurde er 1953 zum Offizier des Order of the British Empire ernannt.

### Ausbildung
Er erhielt seine Ausbildung an der Royal Liberty School und dem King’s College London. Dort arbeitete er als Assistent des Ionosphären-Forschers Sir Edward Appleton, beschäftigte sich aber zunächst mit Forschungen an Radon. Nach einem Unfall mit diesem radioaktiven Gas siedelte er ans Cavendish-Laboratorium in Cambridge über und begann dort mit der Ionosphärenforschung.

### Zweiter Weltkrieg
Während des Zweiten Weltkrieges arbeitete er an der Radioforschungsstation in Slough. 1945 wurde er von Appleton nach Deutschland entsandt, um über die dortigen einschlägigen Forschungseinrichtungen und deren Ergebnisse zu berichten. Nach eingehender Untersuchung beschloss er selbständig und abweichend von dem ihm erteilten Auftrag, eine in Österreich gestrandete, von Walter Dieminger geleitete Gruppe aus der amerikanischen Zone in Österreich in die britische Zone nach Deutschland zu transferieren, um dort unter britischer Aufsicht weiter tätig zu sein. Seinen von Appleton unterzeichneten Marschbefehl interpretierte er als entsprechende Weisung, aufgrund deren er von britischen Besatzungs-Dienststellen in Österreich rund 100 Lastwagen mit Personal entlieh. Damit transportierte er zunächst unbeanstandet Personal und Material von Ried in Oberösterreich nach Lindau (Eichsfeld). Wegen dieser eigenmächtigen Handlungen erhielt er zwar einen "strengen Verweis", ihr organisatorisches Resultat jedoch hatte Bestand. Die Forschungsgruppe wurde später in die Max-Planck-Gesellschaft als Max-Planck-Institut für Aeronomie übernommen, das heutige Max-Planck-Institut für Sonnensystemforschung.

## Forschung
Piggott galt als einer der führenden Ionosphären-Forscher seiner Zeit und Pionier bei der Untersuchung der D-Schicht. An der Vorbereitung des Internationalen Geophysikalischen Jahres war Piggott vor allem im WorldWide Soundings Committee der International Union of Radio Science (URSI) beteiligt, das Regeln für die Interpretation und Auswertung der Standard-Messungen der Ionosphäre erarbeitete. Sie sind in dem von Roy Piggott und Karl Rawer editierten URSI Handbook festgehalten und als internationale Regeln bis heute anerkannter Standard aller Ionosphärenmessungen.
Piggott erkannte darüber hinaus die Möglichkeiten der Polargebiete für die Ionosphärenforschung und initiierte das britische Forschungsprogramm in Halley Bay (Antarktis). Er war zwei Jahrzehnte lang einer der Leiter dieses Projekts und von 1973 bis zu seiner Pensionierung 1979 Leiter der Atmosphärenwissenschaft beim British Antarctic Survey. Seit 1985 trägt die Piggott-Halbinsel in der Antarktis seinen Namen.